# Torrevieja
Torrevieja (in valenciano Torrevella) è un comune spagnolo situato in provincia di Alicante nella comunità autonoma Valenciana. Posto nell'estremo sud della regione, nella comarca della Vega Baja del Segura, si trova in una zona dall'alto valore paesaggistico ed ecologico, tra il mar Mediterraneo e le lagune di Torrevieja e della Mata. Con 84 959 abitanti (dato del gennaio 2018), Torrevieja è la quinta città per numero di abitanti della Comunità Valenciana e la terza della provincia di Alicante.

## Popolazione
La popolazione ufficiale di Torrevieja è di 84 959 abitanti, secondo i dati del 2018.
Occorre sottolineare che il numero di abitanti aumenta considerevolmente nel periodo estivo, raggiungendo un totale di quasi 400 000.
| Nazionalità | Percentuale |  | Nazionalità | Percentuale |
| ----------- | ----------- |  | ----------- | ----------- |
| Spagnoli    | 59,89       |  | Rumeni      | 1,99        |
| Russi       | 5,59        |  | Bulgari     | 1,88        |
| Britannici  | 5,59        |  | Svedesi     | 1,24        |
| Ucraini     | 3,19        |  | Tedeschi    | 1,22        |
| Marocchini  | 3,13        |  | Altri       | 16,28       |

## Clima
In base alla classificazione dei climi di Köppen, il clima di Torrevieja è classificato come semiarido di tipo BSh con temperature medie comprese tra gli 11° a gennaio (mese più freddo) e 25,6° ad agosto (mese più caldo). Le precipitazioni sono scarse, attestandosi ad un totale medio annuo di 259 mm. Il mese più piovoso risulta essere ottobre con 44 mm, quello con meno precipitazioni è luglio con soli 2,5 mm.

## Spiagge
Torrevieja dispone di 13 spiagge all'interno del territorio comunale. Tra le più importanti si segnalano:
- Playa de Torrelamata - la più estesa con una lunghezza di 2,4 km ed una larghezza media di 50 metri;
- Playa de Los Locos - con la sua spiaggia di 700 m di lunghezza;
- Playa del Cura - situata nel cuore della città, è la spiaggia più popolare di Torrevieja;
- Las Piscinas Naturales - formate da piccole spiagge e piscine naturali;
- Playa de El Acequión - situata nei pressi del porto e del canale;
- Playa de Los Náufragos - altra spiaggia molto frequentata nel centro della città.

## Infrastrutture e trasporti

### Strade
La città è attraversata dall'autostrada AP-7 (Algeciras-La Jonquera) e dalla strada nazionale N-332 (Vera-Valencia).

### Aeroporti
Torrevieja è raggiungibile in aereo tramite l'aeroporto di Alicante-Elche e l'aeroporto di Murcia, posti rispettivamente a 40 e 60 km dalla città.

### Trasporti
Torrevieja è dotata di un'autostazione (Estación de Autobuses de Torrevieja) con linee regolari per Alicante, Murcia, Cartagena e Orihuela, oltre ad altre destinazioni.

## Amministrazione

### Gemellaggi
- Oviedo, dal 2004[2]
- Cadice
- Callosa de Segura
- Siero